# Овен Девідсон
Овен Девідсон (англ. Owen Davidson; 4 жовтня 1943 — 12 травня 2023) — колишній австралійський тенісист.
Найвищу одиночну позицію світового рейтингу — 8 місце досяг 1967 року (за даними The New York Times).
Здобув 7 одиночних титулів.
Перемагав на турнірах Великого шолома в парному та змішаному парному розрядах.
Завершив кар'єру 1974 року.

## Фінали турнірів Великого шолома

### Чоловіки, парний розряд: 6 (2–4)
| Результат | Рік  | Турнір                           | Покриття | Партнер      | Суперники                    | Рахунок                 |
| --------- | ---- | -------------------------------- | -------- | ------------ | ---------------------------- | ----------------------- |
| Поразка   | 1966 | Вімблдонський турнір             | Трава    | Білл Боурі   | Кен Флетчер Джон Ньюкомб     | 3–6, 4–6, 6–3, 3–6      |
| Поразка   | 1967 | Чемпіонат Австралії              | Трава    | Білл Боурі   | Джон Ньюкомб Тоні Роч        | 6–3, 3–6, 5–7, 8–6, 6–8 |
| Поразка   | 1967 | Чемпіонат США                    | Трава    | Білл Боурі   | Джон Ньюкомб Тоні Роч        | 8–6, 7–9, 3–6, 3–6      |
| Перемога  | 1972 | Відкритий чемпіонат Австралії    | Трава    | Кен Роузволл | Росс Кейс Джефф Мастерз      | 3–6, 7–6, 6–3           |
| Поразка   | 1972 | Відкритий чемпіонат США (2)      | Трава    | Джон Ньюкомб | Кліфф Дрісдейл Роджер Тейлор | 4–6, 6–7, 3–6           |
| Перемога  | 1973 | Відкритий чемпіонат США з тенісу | Трава    | Джон Ньюкомб | Род Лейвер Кен Роузволл      | 7–5, 2–6, 7–5, 7–5      |

### Мікст: 12 (11–1)
| Результат | Рік  | Турнір                      | Покриття | Партнер            | Суперники                     | Рахунок                  |
| --------- | ---- | --------------------------- | -------- | ------------------ | ----------------------------- | ------------------------ |
| Перемога  | 1965 | Чемпіонат Австралії         | Трава    | Робін Ебберн       | Маргарет Корт Джон Ньюкомб    | поділили, фінал не грали |
| Перемога  | 1966 | Чемпіонат США               | Трава    | Донна Флойд        | Керол Генкс Окамп Ед Рубінофф | 6–1, 6–3                 |
| Перемога  | 1967 | Чемпіонат Австралії (2)     | Трава    | Леслі Тернер Боурі | Джуді Тегарт-Далтон Тоні Роч  | 9–7, 6–4                 |
| Перемога  | 1967 | Чемпіонат Франції           | Ґрунт    | Біллі Джин Кінг    | Енн Джонс Йон Ціріак          | 6–3, 6–1                 |
| Перемога  | 1967 | Вімблдонський турнір        | Трава    | Біллі Джин Кінг    | Марія Буено Кен Флетчер       | 7–5, 6–2                 |
| Перемога  | 1967 | Чемпіонат США (2)           | Трава    | Біллі Джин Кінг    | Розмарі Касалс Стен Сміт      | 6–3, 6–2                 |
| Поразка   | 1968 | Відкритий чемпіонат Франції | Ґрунт    | Біллі Джин Кінг    | Франсуаз Дюрр Жан-Клод Баркле | 1–6, 4–6                 |
| Перемога  | 1971 | Вімблдонський турнір (2)    | Трава    | Біллі Джин Кінг    | Маргарет Корт Марті Ріссен    | 3–6, 6–2, 15–13          |
| Перемога  | 1971 | Відкритий чемпіонат США (3) | Трава    | Біллі Джин Кінг    | Боб Мод Бетті Стеве           | 6–3, 7–5                 |
| Перемога  | 1973 | Вімблдонський турнір (3)    | Трава    | Біллі Джин Кінг    | Джанет Ньюберрі Рауль Рамірес | 6–3, 6–2                 |
| Перемога  | 1973 | Відкритий чемпіонат США (4) | Трава    | Біллі Джин Кінг    | Маргарет Корт Марті Ріссен    | 6–3, 3–6, 7–6            |
| Перемога  | 1974 | Вімблдонський турнір (4)    | Трава    | Біллі Джин Кінг    | Леслі Чарлз Марк Феррелл      | 6–3, 9–7                 |

## Фінали за кар'єру

### В парному розряді за відкриту еру (10–10)
| Результат | W/L | Дата | Турнір                                     | Покриття   | Партнер         | Суперники                             | Рахунок                  |
| --------- | --- | ---- | ------------------------------------------ | ---------- | --------------- | ------------------------------------- | ------------------------ |
| Перемога  | 1.  | 1969 | Монте-Карло, Монако                        | Ґрунт      | Джон Ньюкомб    | Панчо Гонсалес Денніс Ролстрон        | 7–5, 11–13, 6–2, 6–1     |
| Перемога  | 2.  | 1969 | Лондон/Queen's Club, Англія                | Трава      | Денніс Ролстрон | Томас Кош Ове Нільс Бенгтсон          | 8–6, 6–3                 |
| Поразка   | 1.  | 1970 | Рим, Італія                                | Ґрунт      | Білл Боурі      | Іліє Настасе Йон Ціріак               | 6–0, 8–10, 3–6, 8–6, 1–6 |
| Перемога  | 3.  | 1970 | Гілверсум, Нідерланди                      | Тверде     | Білл Боурі      | Джон Александер Філ Дент              | 6–3, 6–4, 6–2            |
| Поразка   | 2.  | 1970 | Стокгольм, Швеція                          | Тверде (i) | Боб Кармайкл    | Артур Еш Стен Сміт                    | 0–6, 7–5, 5–7            |
| Перемога  | 4.  | 1971 | Борнмут, Англія                            | Ґрунт      | Білл Боурі      | Патрісіо Корнехо Хайме Фійоль         | 8–6, 6–2, 3–6, 4–6, 6–3  |
| Перемога  | 5.  | 1972 | Відкритий чемпіонат Австралії, Мельбурн    | Трава      | Кен Роузволл    | Росс Кейс Джефф Мастерз               | 3–6, 7–6, 6–3            |
| Поразка   | 3.  | 1972 | Відкритий чемпіонат США з тенісу, Нью-Йорк | Трава      | Джон Ньюкомб    | Кліфф Дрісдейл Роджер Тейлор          | 4–6, 6–7, 4–6            |
| Поразка   | 4.  | 1973 | Монреаль, Канада                           | Тверде     | Джон Ньюкомб    | Род Лейвер Кен Роузволл               | 5–7, 6–7                 |
| Перемога  | 6.  | 1973 | Відкритий чемпіонат США з тенісу, Нью-Йорк | Трава      | Джон Ньюкомб    | Рой Емерсон Род Лейвер                | 7–5, 2–6, 7–5, 7–5       |
| Перемога  | 7.  | 1973 | Chicago, US                                | Килим      | Джон Ньюкомб    | Джералд Беттрік Грем Стілвел          | 6–7, 7–6, 7–6            |
| Поразка   | 5.  | 1973 | Форт-Верт, США                             | Тверде     | Джон Ньюкомб    | Браян Готтфрід Дік Стоктон (тенісист) | 6–7, 4–6                 |
| Перемога  | 8.  | 1973 | London                                     | Килим      | Марк Кокс       | Джералд Беттрік Грем Стілвел          | 6–4, 8–6                 |
| Поразка   | 6.  | 1974 | Балтимор, США                              | Килим      | Кларк Гребнер   | Юрген Фассбендер Карл Майлер          | 6–7, 5–7                 |
| Перемога  | 9.  | 1974 | Сент-Пітерсберг (Флорида), США             | Тверде     | Джон Ньюкомб    | Кларк Гребнер Чарлі Пасарелл          | 4–6, 6–3, 6–4            |
| Поразка   | 7.  | 1974 | Новий Орлеан, США                          |            | Джон Ньюкомб    | Роберт Лутц Стен Сміт                 | 6–4, 4–6, 6–7            |
| Перемога  | 10. | 1974 | Орландо, США                               | Ґрунт      | Джон Ньюкомб    | Браян Готтфрід Дік Стоктон (тенісист) | 7–6, 6–3                 |
| Поразка   | 8.  | 1974 | Шарлотт, США                               | Ґрунт      | Джон Ньюкомб    | Бастер Моттрам Рауль Рамірес          | 3–6, 6–1, 3–6            |
| Поразка   | 9.  | 1974 | World Doubles WCT, Монреаль                | Килим      | Джон Ньюкомб    | Боб Г'юїтт Фрю Макміллан              | 2–6, 7–6, 1–6, 2–6       |
| Поразка   | 10. | 1974 | Мауї, США                                  | Тверде     | Джон Ньюкомб    | Дік Стоктон (тенісист) Роско Теннер   | 3–6, 6–7                 |